# Mai Villadsen
Mai Villadsen (født 26. december 1991 i Herning) er et dansk folketingsmedlem og tidligere politisk ordfører for partiet Enhedslisten. Hun blev valgt i Nordsjællands Storkreds ved folketingsvalget 5. juni 2019 med 2.572 personlige stemmer.

## Baggrund
Mai Villadsen er født i Herning i 1991 og er opvokset i den vestjyske stationsby Kibæk, som er et af de steder i Danmark, hvor Enhedslisten har den laveste vælgertilslutning. Hun er datter af folkeskolelærer Jørn Sloth Andersen og folkeskolelærer Lisbeth Ejby Villadsen.
Som inspiration til at gå ind i politik har Mai Villadsen angivet sin farmor, der var syerske og aktiv i fagforeningslivet.

## Uddannelse og arbejde
Mai Villadsen gik i Kibæk skole fra 1997-2007 og blev student fra Gefion Gymnasium i 2011, men uden efterfølgende at gennemføre en uddannelse.
Fra 2013-2015 var Villadsen ansat som ungdomskonsulent i fagforeningen HK/Danmark, hvor hun arbejdede med at organisere unge i det faglige fællesskab og rådgav medlemmer i forbindelse med afskedigelser.
Fra 2015-2019 var hun politisk rådgiver i Enhedslisten. Sideløbende hermed arbejdede hun i 2015 som ekstern underviser hos CEVEA, og i perioden 2015-2017 som ekstern projektleder og underviser hos DeltagerDanmark. Arbejdet bestod blandt andet i at træne unge faglige aktivister i debat og organisering.

## Politisk karriere
I 2019 blev Mai Villadsen valgt til Folketinget, hvor hun siden valget har stået i spidsen for Enhedslisten i forhandlinger af blandt andet finansloven for finansåret 2021 og klimaloven.
Før hun kom i Folketinget var Mai Villadsen engageret i elevrådet på Kibæk Skole, som hun var formand for i 2004-2006. Hun sad i elevrådet på Herning Gymnasium i 2009-2010. Siden har hun været aktiv i Danske Gymnasieelevers Sammenslutning, først i bestyrelsen og forretningsudvalget fra 2010 og siden som næstformand 2011-2012 og som formand i en periode i 2012.
Mai Villadsen var politisk ordfører efter Pernille Skipper fra d. 10. februar 2021 til 22. august 2023, hvor Pelle Dragsted blev udnævnt til ny politisk ordfører. Villadsen skulle på barsel og kunne ikke genvælges til næste valg grundet partiets rotationsprincip, hvorfor en ny politisk ordfører blev valgt. Som 29-årig er Mai Villadsen den næstyngste politiske ordfører valgt for Enhedslisten. Yngst var Johanne Schmidt-Nielsen der overtog posten som 26-årig.
Posten som politisk ordfører i Enhedslisten er ment som partiets ansigt udadtil, men Mai Villadsen blev af nogle opfattet som partiets de facto leder.

## Folketinget
Mai Villadsen er medlem af
- Børne- og Undervisningsudvalget
- Klima-, Energi- og Forsyningsudvalget
- Kulturudvalget
- Ligestillingsudvalget
- Miljø- og Fødevareudvalget
- Uddannelses- og Forskningsudvalget[5]

### Ordførerskaber
- Klimaordfører (2019-)
- Miljøordfører (2019-)
- Naturordfører (2019-)
- Kulturordfører (2019-2020)
- Ligestillingsordfører (2019-2020)
- Uddannelses- og forskningsordfører (2019-2020)[5]